# Morgan (Texas)
Morgan è un centro abitato degli Stati Uniti d'America, situato nella contea di Bosque dello Stato del Texas.

## Geografia fisica
Morgan è situata a 32°01′01″N 97°36′25″W (32.016940, -97.606863).
Secondo lo United States Census Bureau, ha un'area totale di 0,8 miglia quadrate (2,1 km²).

## Società

### Evoluzione demografica
Secondo il censimento del 2000, c'erano 485 persone, 164 nuclei familiari, e 122 famiglie residenti nella città. La densità di popolazione era di 649,3 persone per miglio quadrato (249,7/km²). C'erano 197 unità abitative a una densità media di 263,8 per miglio quadrato (101,4/km²). La composizione etnica della città era formata dal 75,26% di bianchi, lo 0,82% di afroamericani, il 3,71% di nativi americani, il 16,70% di altre razze, e il 3,51% di due o più etnie. Ispanici o latinos di qualunque razza erano il 35,26% della popolazione.
C'erano 164 nuclei familiari di cui il 39,0% aveva figli di età inferiore ai 18 anni, il 56,7% erano coppie sposate conviventi, il 12,2% aveva un capofamiglia femmina senza marito, e il 25,6% erano non-famiglie. Il 23,2% di tutti i nuclei familiari erano individuali e il 13,4% aveva componenti con un'età di 65 anni o più che vivevano da soli. Il numero di componenti medio di un nucleo familiare era di 2,96 e quello di una famiglia era di 3,49.
La popolazione era composta dal 34,4% di persone sotto i 18 anni, il 6,8% di persone dai 18 ai 24 anni, il 26,8% di persone dai 25 ai 44 anni, il 19,8% di persone dai 45 ai 64 anni, e il 12,2% di persone di 65 anni o più. L'età media era di 32 anni. Per ogni 100 femmine c'erano 109,1 maschi. Per ogni 100 femmine dai 18 anni in giù, c'erano 98,8 maschi.
Il reddito medio di un nucleo familiare era di 22.188 dollari, e quello di una famiglia era di 25.441 dollari. I maschi avevano un reddito medio di 19.688 dollari contro i 20.500 dollari delle femmine. Il reddito pro capite era di 8.713 dollari. Circa il 26,2% delle famiglie e il 27,6% della popolazione erano sotto la soglia di povertà, incluso il 32,4% di persone sotto i 18 anni e il 15,5% di persone di 65 anni o più.